# Žuži Jelinek

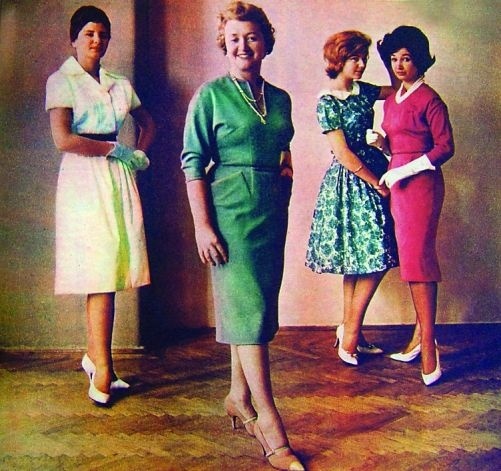
Žuži Jelinek (Zagreb 1960)

Žuži Jelinek (geboren als Suzana Ferber am 17. Juli 1920 in Budapest; gestorben am 23. Januar 2016 in Zagreb) war eine jugoslawische bzw. kroatische Designerin, Modeschöpferin und Autorin.

## Leben
Žuži Jelinek war das dritte Kind von Izidor und Ruža Ferber. Ihr Vater stammte aus Ludbreg (deutsch Lubring) und Sohn des Textilhändlers Moritz Farber. Izidor hatte seinen Nachnamen von Farber in Ferber ändern lassen. Seine Frau stammte aus Ungarn. Beide waren Juden und taub. Sie hatten sich in Budapest an der einzigen Fachschule für Gehörlose im Königreich Ungarn kennengelernt. Die Familie zog noch in den 1920er Jahren nach Zagreb. Dort wuchs Žuži unter ärmlichen Verhältnissen auf und erlebte die Demütigungen, die ihre wohlhabende Tante dem armen gehörlosen Bruder zufügte.
Jelinek absolvierte die Zagreber Schneiderschule und ging mit 17 Jahren nach Paris um als Näherin in einer Fabrik von Nina Ricci zu arbeiten. Sie lernte Coco Chanel kennen und arbeitete auch kurze Zeit für diese. Wegen des Zweiten Weltkriegs kehrte Jelinek 1939 nach Zagreb zurück. Dort eröffnete sie eine Schneiderei und nähte für wohlhabende jüdische Familien. Zwei Jahre später heiratete sie den Zagreber Zahnarzt Dr. Erich Jelinek. Aus dieser Ehe stammen ihr Sohn und ihre Tochter.
Im April 1941 wurde der Unabhängige Staat Kroatien (Nezavisna Država Hrvatska) gegründet. Die faschistische Ustaša richtete Konzentrationslager ein, in denen Jelineks Brüder ums Leben kamen. Der eine starb im KZ Kerestinec, der andere im KZ Jadowno. Jelinek flüchtete nach Sušak und erfuhr dort von der bevorstehenden Deportation ihrer Eltern in das KZ Jasenovac. Sie verführte einen italienischen Offizier und rettete so ihren Eltern das Leben. Jelinek schloss sich den Partisanen an.
Nach dem Krieg begann Jelinek wieder zu schneidern. Im Jahr 1960 ging sie in die Vereinigten Staaten und hatte dort großen Erfolg mit ihren Kollektionen. In dieser Zeit verließ sie ihr Mann wegen eines Dienstmädchens. Jelinek war auch in anderen Ländern erfolgreich. Josip Broz Tito nahm an der Bekanntheit des unabhängigen Unternehmens Žuži Jelinek Anstoß und bot ihr die Leitung des staatlich-mazedonischen Modeunternehmens Teteks an. Als sie ablehnte, nannte Tito sie ein „negatives Element“ und ließ sie 1962 aus Jugoslawien ausweisen. Jelinek ging mit ihren Kindern und Eltern nach Genf.
Zwei Jahre später kehrte Jelinek auf Einladung Titos nach Zagreb zurück. Danach kleidete sie auch Titos Frau Jovanka Broz ein. Während ihrer Karriere verkaufte Jelinek ihre Kreationen in den Vereinigten Staaten, in Japan und ganz Europa.
Jelinek verfasste acht Bücher und ab 1994 eine regelmäßige Kolumne in der kroatischen Frauenzeitschrift Gloria. Das kroatische Fernsehen produziert einen Dokumentarfilm über ihr Leben. Auch Steven Spielberg wollte ihr Leben verfilmen, das Angebot als Beraterin des Filmteams zwei Jahre in die Vereinigten Staaten zu gehen, lehnte Jelinek aus Zeitgründen ab.
Jelinek war langjähriges Ratsmitglied der jüdischen Gemeinde in Zagreb. Sie war viermal verheiratet und lebte in Zagreb, Genf und Opatija, wo eine Gedenktafel an ihrem Wohnhaus angebracht ist.
Žuži Jelinek starb am 23. Januar 2016 im Alter von 95 Jahren in Zagreb.

## Werke (Auswahl)
- Seks liječi sve, 2004.
- Žene, osvajajte..., 2010.
- Mijenjaju li se muškarci, 2011.
- Žuži – Život Žuži Jelinek, 2014.